# توجيه الطفل في مرحلة رياض الأطفال

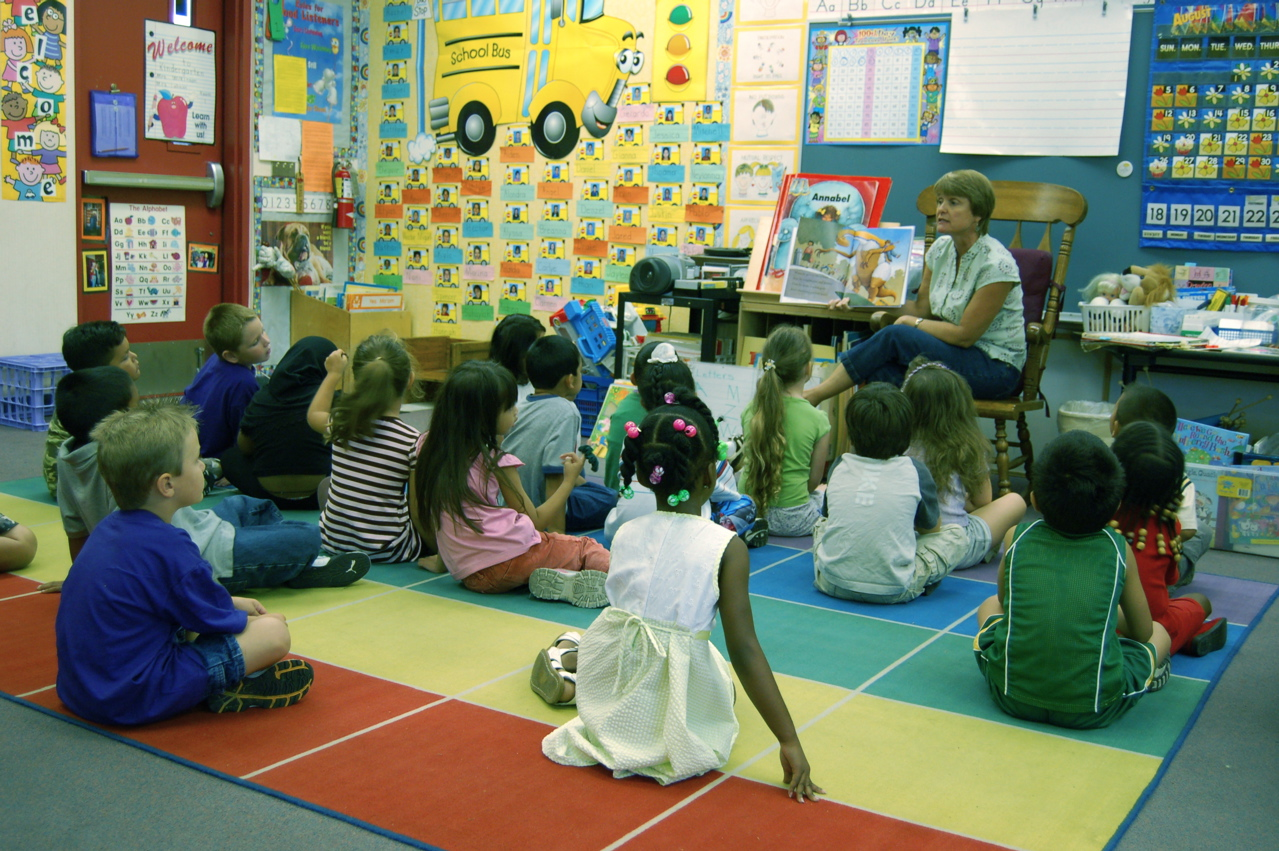
أطفال أمريكيون في مرحلة رياض الأطفال يستمعون خلال وقت رواية القصة

يصبح الطفل جاهزا لمرحلة ماقبل المدرسة حين تتطور لديه معظم المهارات البدنية واللغوية والاجتماعية والحركية وفق وتيرته الخاصة وغالبا ما يكون بين عمر الخامسة والسادسة.
يستوجب على الأم أو المعلمة التركيز على تشجيع الطفل وتحفيزه على التعلم والعمل على تنمية ثقته في نفسه في هذه المرحلة، مع الحرص على فهم التطورات ومتابعة المشاكل أو العقبات التي قد تواجهه أو تعرقل نموه بالشكل الطبيعي.

## مشكـــلات الطفل
تعد مرحلة الطفولة أهم مرحلة في حياة الفرد وقد أكد علماء الصحة النفسية على أهمية مرحلة الطفولة وتأثيراتها على بناء شخصية الإنسان وعلى دورها في عملية التوافق النفسي في مرحلة المراهقة وسن البلوغ ومرحلة الرشد، لذلك ينصح الأخصائيون النفسيون على أهميه دراسة مشكلات الطفل وعلاجها في سن مبكرة.وفيما يلي سنلقي الضوء على بعض المشكلات وكيفية التعامل معها:

### التبول اللاإرادي
تعتبر مشكلة التبول اللاإرادي ظاهرة طبيعية وشائعة عند الطفل الذي لا يتجاوز 3 سنوات، وتصبح حالة مرضية إذا تكرر ذلك في سن ال 5 أو 6 سنوات تستوجب التدخل الطبي أو العلاج النفسي.
ويحدث التبول عند الطفل عندما يصبح غير قادر على التحكم بعملية التبول سواء كان ذلك في الليل أو في النهار.
ويمكن اختصار أسباب التبول اللارادي في عاملين أساسيين:
1. عامل عضوي: مثل سكري الأطفال والتهاب مجرى البول.
2. عامل نفسي : مثل الغيرة أو الخوف.

ولعلاج مشكلة التبول في حالة كان العامل نفسيا، يمكننا الاستعانة بالبرنامج الاتي:
1. الاهتمام براحة الطفل نفسيا وجسديا وتعزيز ثقته في نفسه والابتعاد عن استخدام سياسة التخويف والتهديد أو التعنيف بأي شكل من الأشكال.
2. منع الطفل من تناول السوائل قبل النوم بساعتين على الأقل، واتباع برنامج زمني لتحديد أوقات التبول للطفل بعد نومه بساعتين أو ثلاث ساعات، مع مرافقته وهو في وعي تام.
3. ابقاء الإضاءة ليلا في غرفة النوم والحمام حتى يشعر الطفل بالراحة والطمأنينة.

### مــــص الاصبع
تعتبر عادة مص الاصبع عادة فطرية تبدأ عند الأطفال منذ الولادة وتستمر حتى مرحلة متأخرة من الطفولة، سببها هو حاجة الطفل إلى تطوير عضلاته حول الفموية أو عدم حصوله على احتياجاته العاطفية أو التغذوية الكافية.
ولعلاج هذه المشكلة:
1. يجب احتواء الطفل واشعاره بالأمان
2. الاستعانة بألعاب تساعده على تحرير طاقته الكامنة.

### الكـــــذب
يلجأ الطفل إلى الكذب أحيانا كنوع من تزييف للحقائق أو اخبارنا عن الشيء بعكس ماهو على الواقع، وتتعدد أسباب الكذب نذكر منها:
1. جذب الانتباه وكسب التعاطف
2. الخوف من العقاب
3. وجود قدوة له يكذب

وعلاج الكذب يأتي بالتدرج والصبر، بعد الوقوف على الأسباب التي تدفع بالطفل إلى الكذب ومن ثم يمكن للأب أو الأم اتباع خطة لتجنيب الطفل هذه الآفة السيئة كأن:
1. يتم تعزيز ثقة الطفل بنفسه.
2. الاعتماد على القصص الهادفة والتي تبين للطفل عاقبة الكذب.
3. الحرص على تقديم القدوة الحسنة للطفل.

### الشكــــوى
الشكوى سلوك طبيعي شائع عند معظم الأطفال الذين يفتقرون إلى الأمان أو يسعون إلى جذب الاهتمام. والتعامل مع مشكلة الشكوى على اختلاف أسبابها يكون بالتجاهل والحرص على التعزيز الإيجابي للطفل وتخصيص وقت كافي للمحادثة وفهم احتياجاته وكذا الوقوف على المشاكل التي قد تواجهه.

### العمــــل مع الأطفــــال الصغــــار

#### أهميــــة الخبــــرات الفنيـــة في تطويـــر الطفــــل
ان للفـــن دورا مهما في النمو والتطوير الجسدي والاجتماعي والانفعالي والمعرفي للطفل:
1. النمو والتطور الجسدي: وذلك من خلال ممارسة الطفل المهارات البصرية (اللف والتدوير والتمزيق والتدوير...) أوالمهارات الحركية (الرسم والطلاء والتلوين...)
2. التطوير الاجتمــــاعي: يتعلم الطفل من خلال ممارسته المستمرة للفن تحمل المسؤولية والترتيب ويكتسب روح العمل الجماعي.
3. التطوير الانفعالي والمعرفي للطفل: الفن أفضل وسيلة تسمح للطفل بالتعبير عن انفعالاته ومشاعر الإحباط بطريقة مقبولة.

#### أساليـــب لتوجيـــه الخبـــرات الفنيـــة
ابداع المعلمة مهم جدا في توجيه الخبرات الفنية لاكساب الطفل مهارات وتطور من خلال انتهاج برنامج فني جيد يسمح لهم بالتعبير عن أفكارهم بكل استقلالية مع توفير الوقت الكافي لهم لتجريب مختلف أنواع المواد الفنية واستكشافها (طلاء، فراشي الطلاء، أقلام الشمع الملونة، الطباشير، كتب التلوين، غراء، معجون لاصق...) مع الحرص على تشجيعهم ومدحهم والاكتفاء بمراقبتهم أثناء عملهم وتركهم على حريتهم حتى يفجرو الابداع الكامن داخلهم.

#### توجيــــه خبــــرات رواية القصـــــة

##### أهميــــة رواية القصـــــة
تعتبر القصة وسيلة جيدة تسهل على المعلمة ايصال فكرة أو عبرة أو قيمة من القيم للطفل كما أنها تنمي لديه الجانب المعرفي أو اللغوي وكذا الاجتماعي والانفعالي والأخلاقي مما يكسب الطفل شخصبة متكاملة ومتوازنة ويصبح قادرا على تطوير مهارات القراءة والكتابة والإصغاء مما يسهم في اثراء المفردات والأفكار الجديدة لديه.

##### الكتـــب بوصفها مصــــدرا للقــصص
يمكن تقسيـــم الكتـــب الموجهـــة للأطفـــال إلى قسميــن:
1. كتـــب مصـــــورة: وهي أول كتب يتم تقديمها للطفل في سن مبكرة.
2. كتـــب قصصيــــة: بما أن القصة تعتبر أسلوبا غير مباشر لتغيير السلوك عند الطفل فمن المهم جدا تعويده على سماعها بشكل مستمر مع مراعاة ميولاته والتنغيم في الصوت وخفضه بحسب الموقف وشخصيات القصة وأن تكون بمستوى الطفل العقلي.مع الحرص على اختيار الجلسة المريحة لقراءة ناجحة بحيث يكون الأطفال بعيدين عما يشتت انتباههم وتكون المعلمة جالسة بمستوى نظرهم ليتمكنو من النظر إلى الصور أو الرسومات اثناء اصغاءهم للقصـــة.

##### اختيار الكتب للأطفال في مرحلة ما قبل المدرسة
يوجد الكثير من القصص يمكن ان تستهوي الطفل لعل أجملها قصص الأنبياء وقصص الحيوانات والقصص الشعبية. والطفل في سن الخامسة أو السادسة ينجذب نحو الكتب التي تعطيه معرفة اضافية أو التي تاخذه خارج نطاق الزمان والمكان أو التي تروي عن الرحلات الخيالية.

## دور المعلمة في رياض الأطفال
من أهم العوامل تساهم في مدى ملائمة الطفل لبيئة رياض الأطفال هو علاقته بالمعلمة عندما يشكل الأطفال علاقة وثيقة مع المعلمة، يؤدي إلى شعور الأطفال براحة أكبر في التعامل مع المعلمة، بالإضافة إلى التعبير عن أفكارهم ومشاعرهم عندما يتم تطوير علاقة دافئة ومفتوحة. هذا يسمح للطفل لاستخدام المعلمة بشكل فعال كوسيلة للدعم. يمكن أن يأتي هذا الدعم في شكل مساعدة اجتماعية أو عاطفية أو أكاديمية تساهم في نهاية المطاف في تعزيز فرص الطفل للنجاح في الفصول الدراسية في رياض الأطفال.

## خاتمة
```
إذا كان الأطفال نصف الحاضر فانهم كل المستقبل واحتواءهم مهمة الأم والمعلمة معا. فمهما كانت كفاءة المعلمة التربوية عالية فانها أبدا لن تكون أما بديلة. 
```